# Francesco Crispi (Schiff)
Der Zerstörer Francesco Crispi  war ein Schiff der Quintino-Sella-Klasse der Königlich Italienischen Marine (Regia Marina).
1943 fiel das Schiff bei der Kapitulation der Italiener den Deutschen in die Hände. Sie stellten die Crispi im Oktober 1943 als Torpedoboot TA 15 in der Ägäis in Dienst. Am 8. März 1944 versenkten britische Jagdbomber TA 15 vor Heraklion.

## Geschichte des Zerstörers
Die Francesco Crispi entstand auf der Pattison-Werft in Neapel wie alle vier Zerstörer der Sella-Klasse  für die italienische Marine. Diese Schiffe waren 85,3 Meter lang, hatten eine maximale Rumpfbreite von 8,6 m und einen normalen Tiefgang von 2,8 m. Das vordere erhöhte Vorschiff reichte fast bis zur Mitte der Schiffslänge, das Achterschiff hatte einen geringen Freibord. Vor den beiden Schornsteinen stand ein relativ hoher Aufbau mit  dem Ruderhaus und der Kommandobrücke. Drei Wasserrohrkessel der Bauart Thornycroft versorgten zwei einfache Getriebeturbinensätze der Bauart Parsons. Diese Anlage entwickelte im Normalbetrieb bis zu 38.000 PS und ermöglichte eine Höchstgeschwindigkeit von 35 Knoten (kn).
Die Zerstörer der Sella-Klasse waren seit 1938 die kleinsten Zerstörer der Regia Marina, da ältere Modelle zu Torpedobooten umklassifiziert wurden. Bei Indienststellung verfügte die Crispi über drei 12,0-cm-Kanonen, von denen eine einzeln auf dem Vorschiff aufgestellt war und die beiden anderen in einer Doppellafette achtern auf einem Deckshaus standen. Zur Luftabwehr verfügte der Zerstörer über zwei 4,0-cm-Maschinenkanonen, die ein italienischer Nachbau der britischen „pom-pom“ waren, und über zwei 13,2-mm-Maschinengewehre  der Bauart Breda. Dazu kamen dann noch zwei Zwillings-Torpedorohrsätze für 53,3-cm-Torpedos und Schienen für einen möglichen Einsatz als Minenleger.
Das Schiff lief am 12. September 1925 vom Stapel und wurde am 29. April 1927 als viertes Schiff der Klasse an die Regia Marina ausgeliefert. Es führte den Namen des früheren italienischen Premierminister Francesco Crispi (1819–1901). Schon 1929 wurde das Schiff modernisiert. Dabei wurden die 12,0-cm-Kanonen durch eine Weiterentwicklung ersetzt und auf dem Vorschiff auch ein Zwillingsgeschütz aufgestellt. Danach führten auch die Schiffe der Sella-Klasse die Standardhauptbewaffnung italienischer Zerstörer.
1939 bildete der Zerstörer mit seinen Schwesterschiffen das 4. Zerstörergeschwader in Leros und Rhodos. Im März 1940 wurden vor dem Kriegsbeitritt Italiens zwei der Schwesterschiffe an Schweden verkauft, die dort als Puke und Psilander in Dienst kamen.

### Kriegseinsatz bei der Regia Marina
Wie andere Einheiten war die Crispi mit dem Schwesterschiff Quintinio Sella schon kurz vor dem Kriegseintritt Italiens an der Verlegung von Defensivminensperren beteiligt. Mit dem Hilfsschiff Lero und den Torpedobooten Lira, Libra und Lince wurden 800 Minen in 28 Sperren im Dodekanes verlegt.
Anfang 1941 begann der Umbau der beiden Zerstörer zu Mutterschiffen für den Einsatz von Sprengbooten. Auflagen für sechs Sprengboote wurden auf den Zerstörern angebracht und ein kleiner elektrischer Kran für das Zuwasserlassen der Boote aufgebaut. Ein erster Angriffsversuch der Zerstörer gegen die von der Royal Navy genutzte Sudabucht auf Kreta im Januar 1941 wurde abgebrochen, da die britischen Schiffe den Hafen verlassen hatten. Ein zweiter Versuch im Februar wurde auch abgebrochen, da die in der Bucht ankernden Schiffe nicht als lohnende Ziele angesehen wurden.
Am 25. Februar 1941 landeten Crispy, Sella und die Torpedoboote Lupo und Lince 240 Mann auf der kleinen, zum (italienischen) Dodekanes gehörenden Insel Kastelorizo, die kurz zuvor von den britischen Commandos besetzt worden war (Operation Abstention). Als die Briten ihre Truppen wieder abzogen, versuchte die Crispi den Abzug deckenden britischen Zerstörer Jaguar zu torpedieren. Die beiden Torpedos verfehlten die Jaguar, die darauf das Feuer eröffnete. Es gelang der Crispi den Scheinwerfer der Jaguar zu treffen, worauf die Jaguar das Gefecht abbrach und den zur Evakuierung eingesetzten Einheiten folgte.
Für einen weiteren Einsatz gegen Suda verlegten Crispi und Sella nach Astypalea (it. Stampalia), der westlichsten Insel des Dodekanes. Am Abend des 25. März 1941 verließen die beiden Zerstörer ihre vorgeschobene Basis und marschierten zu einem Punkt sechs Meilen vor der Halbinsel Akrotiri. In wenigen Minuten setzten die Zerstörer kurz vor Mitternacht sechs Sprengboote aus und traten den Rückmarsch an. Die Sprengboote trafen in der Sudabucht den Schweren Kreuzer York und den norwegischen Tanker Pericles (8324 BRT, 1936 Göteborg), die beide auf Grund gingen, aber noch aus dem Wasser ragten.

Das besetzte Griechenland

Am 27. Mai begleitete Crispi mit den Torpedobooten Lince, Libra und Lira ein Gemisch sehr verschiedener Fahrzeuge, die ein italienisches Kontingent von Leros nach Kreta brachte. Die 2400 Soldaten des 9. Infanterie-Regiments, 50 Marineangehörige, dreizehn Leichte Panzer, vier Kraftfahrzeuge und 350 Maultiere gingen in der Bucht von Sitia an Land. Die Crispi musste den Landungstruppen keine Artillerieunterstützung geben, da diese keinen Widerstand vorfanden.
Die Situation der bislang im Dodekanes isolierten italienischen Einheiten änderte sich durch die Besetzung Griechenlands durch die Achsenmächte, da jetzt die Versorgung und ein Austausch von Einheiten möglich waren. Die Anzahl der Einheiten der Regia Marina in der Ägäis wurde erhöht, um die vielen Geleitaufgaben zu den vielen Garnisonen zu erfüllen. Angriffe der Alliierten erfolgte meist aus der Luft. Bei den eingesetzten Einheiten wurde die Flugabwehrbewaffnung verstärkt. Die Francesco Crispi gab die beiden 4,0-cm-Geschütze ab und erhielt vier 2,0-cm-L/65-Maschinenkanonen der Bauart Scotti-Isotta Fraschini, einem italienischen Lizenzbau der Oerlikon.
Mehrmals aus der Luft angegriffen, wurde die Crispi am 27. November 1942 von einer Bombe getroffen und fiel für eine Zeit aus. Im Herbst 1943 wurde die Crispi in Piräus von der italienischen Kapitulation überrascht und von den Deutschen besetzt.

### Einsatz durch die Kriegsmarine
Als Italien im September 1943 kapitulierte, besetzten die Deutschen den alten italienischen Zerstörer in Piräus. Ursprünglich sollte die Crispi die Bezeichnung TA 17 erhalten. Als sie im Oktober in Dienst gestellt wurde, wurde sie jedoch TA 15. Kommandant war bis zum Untergang von TA 15 Kapitänleutnant Carlheinz Vorsteher.
Gleichzeitig konnten der Zerstörer Turbine (dt. TA 14) sowie die Torpedoboote San Martino (dt. TA 17) und Calatafimi (dt. TA 19) besetzt werden. In der Sudabucht konnten die Deutschen noch die Torpedoboote Castelfidardo (dt. TA 16) und Solferino (dt. TA 18) erbeuten.
Die sechs Boote wurden der am 4. Oktober 1943 in Piräus aufgestellten 9. Torpedobootsflottille zugeteilt. Erste Aufgabe war ab dem 5. November die Sicherung der Transporter der aus Teilen der 22. Infanterie-Division gebildeten Kampfgruppe Müller unter Generalleutnant Friedrich-Wilhelm Müller, die den alliierten Versuch der Eroberung des Dodekanes verhindern sollte. Bis zum 10. November 1943 verlegten die deutschen Einheiten nach Kos und Kalymnos. Der Verband war am Tag unter Jagdschutz nach Osten über Naxos, Amorgos, Levitha und Stampalia marschiert. Neben der 9. T-Flottille mit TA 15, TA 14, TA 17 und TA 19 und dem S-Boot S 55 sicherten die 21. U-Jagd-Flottille und die 12. R-Flottille die Transporter, die am 10. November die „Absprunghäfen“ Kos und Kalymnos erreichten.
Am 12. November begann mit dem „Unternehmen Leopard“ die deutsche Rückeroberung des Dodekanes auf Leros. Der Transport der Kampfgruppe wurde mit Dampfern, Küstenfahrzeugen und Fährprähmen durchgeführt, die von den vorgenannten Einheiten gesichert wurden. Zur Unterstützung der landung setzte das X. Fliegerkorps am ersten Tag 206 Flugzeuge ein. TA 14, TA 15 und TA 16 liefen zurück nach Piräus und brachten von dort weitere Kampftruppen nach Kalymnos. Am Nachmittag des 16. kapitulierte der britische Befehlshaber auf Leros. Tags darauf traf TA 15 mit Nachschubgütern in Leros ein, am 19. folgten TA 14, TA 19 und erneut TA 15. Während die größeren britischen Schiffe die Ägäis mangels einer Basis verließen, besetzen am 18. November leichte deutsche Einheiten die Inseln Lipsi, Patmos, Furni und Ikera. In der Nacht zum 20. November  wurden 600 britische und griechische Soldaten mit Kleinfahrzeugen von Samos evakuiert. Nach einem Angriff von Junkers Ju 87 der II./StG.3 auf die Stadt Tigani kapitulierte am 22. November auch die italienische  Restbesatzung von Samos. Tags darauf liefen TA 15 und TA 19 mit Booten der 21. UJ-Flottille in die Vathi-Bucht ein und setzten deutsche Truppen ab. Damit war die Rückeroberung des Dodekanes abgeschlossen.
In der Folgezeit begann eine rege Geleittätigkeit, um die deutschen Inselgarnisonen zu versorgen und die Kampftruppen gegen Besatzungstruppen auszutauschen. Die weiterhin häufigen Luftangriffe der Alliierten führten zu weiteren Verstärkungen der Flugabwehrbewaffnung mit 4,0-cm-Bofors- und 3,7-cm-Breda-Fla-Geschützen.

### Endschicksal
Bei einem Marsch mit TA 19 von Heraklion nach Piräus wurde TA 15 von britischen Jagdbombern am 8. März 1944 nördlich von Kreta mit Raketen und Bomben versenkt. Das Schiff wurde von den Deutschen gehoben und nach Piräus geschleppt. Die nicht fahrbereite ehemalige Francesco Crispi wurde am 12. Oktober 1944 von den abziehenden Deutschen versenkt.

## Die Einheiten derSella-Klasse
Alle vier nach italienischen Politikern benannten Schiffe der Klasse wurden von der Pattison-Werft in Neapel gebaut.
Im März 1940 verkaufte das noch nicht dem Weltkrieg beigetretene Italien die alten Zerstörer Bettino Ricasoli und  Giovanni Nicotera an das neutrale Schweden. Das Typschiff Quintino Sella war im Weltkrieg zusammen mit der Francesco Crispi im Dodekanes stationiert. Während der Schlacht um Kreta wurde der Zerstörer irrtümlich von deutschen Sturzkampfbombern angegriffen und beschädigt. Ähnlich wie Crispi wurde auch die Fla-Bewaffnung der Sella verbessert. Nach erneuten Schäden durch Luftangriffe wurde das Schiff Ende 1942 in die Heimat verlegt und in der Adria eingesetzt.
Nach der italienischen Kapitulation verließ die Quitino Sella Venedig, um sich gemäß den Kapitulationsbedingungen nach Malta zu begeben. Der Kommandant hatte wohl über 200 Zivilisten an Bord genommen, die aus dem von den Deutschen kontrollierten Teil Italiens entkommen wollten. Wenig südlich stieß der Zerstörer am 11. September 1943 auf das aus Süditalien entkommene Schnellboot S 54 der 3. Schnellboot-Flottille, das den Zerstörer Quintino Sella auf kurzer Distanz torpedierte. Die Sella zerbrach und vermutlich über 200 Personen starben.
| Name              | Kennung | Kiellegung | Stapellauf | in Dienst  | Verbleib |
| ----------------- | ------- | ---------- | ---------- | ---------- | --- |
| Quintino Sella    | SE      | 12.10.1922 | 25.04.1925 | 25.03.1926 | am 11. September 1943 durch deutsches Schnellboot in der Adria versenkt                                                                                  |
| Bettino Ricasoli  | RC      | .1923      | 29.01.1926 | 4.10.1926  | Im März 1940 an Schweden verkauft, umbenannt in Puke, 1949 verschrottet                                                                                  |
| Giovanni Nicotera | NC      | 9.10.1924  | 24.06.1926 | 8.01.1927  | Im März 1940 an Schweden verkauft, umbenannt in Psilander, 1949 verschrottet                                                                             |
| Francesco Crispi  | CP, CR  | 21.02.1923 | 12.09.1925 | 29.04.1927 | von den Deutschen am 9. September 1943 besetzt, als TA 15 eingesetzt, am 8. März 1944 durch Luftangriff versenkt, gehoben, Reparatur nicht abgeschlossen |